# Henoceros falcatus
Henoceros falcatus är en hjuldjursart som först beskrevs av Colin Milne 1916.  Henoceros falcatus ingår i släktet Henoceros och familjen Philodinavidae. Inga underarter finns listade i Catalogue of Life.